# 深圳市青少年足球训练基地
深圳市青少年足球训练基地是一座位于中国广东省深圳市光明区的足球训练基地，包含一座主体育场和7块11人制足球训练场地，总占地面积19.68万平方米，总概算投资10.78亿元，总建筑面积为8.39万平方米。目前是中乙球队深圳二零二八足球俱乐部的主场，同时也是深圳市足球协会的办公地点。配套有运动员综合保障区域宿舍楼、体能训练及康复科研中心等。
主体育场是一座专业足球场，设观众席10000座；一号场设观众席500座。深圳市青少年足球训练基地主体育场和一号场也是2025年亞足聯U-20亞洲盃的比赛场馆。

## 举办赛事
| 年份 | 比赛                                                          | 场地   |
| ---- | ------------------------------------------------------------- | ------ |
| 2024 | 2024年中冠联赛决赛                                            | 一号场 |
| 2025 | 2025年亞足聯U-20亞洲盃小组赛、四分之一决赛、半决赛            | 中心场 |
| 2025 | 2025年亞足聯U-20亞洲盃小组赛、四分之一决赛                    | 一号场 |
| 2025 | 2025年中国足球协会女子超级联赛广东女足主场赛事                | 一号场 |
| 2025 | 2025年中国足协杯第一轮 深圳吉祥vs广西蓝航                     | 一号场 |
| 2025 | 2025年中国足球乙级联赛深圳二零二八主场赛事                    | 中心场 |
| 2025 | 2025年中国足球甲级联赛深圳青年人主场赛事（第7、14、20、21轮） | 中心场 |
| 2025 | 2025年中国足协杯第二轮 深圳吉祥vs延边龙鼎                     | 一号场 |
| 2025 | 全运会足球（男子U-18组、男子U-20组）                          | TBD    |